# Cantón de Campan
El cantón de Campan era una división administrativa francesa, que estaba situada en el departamento de Altos Pirineos y la región de Mediodía-Pirineos.

## Composición
El cantón estaba formado por cuatro comunas:
- Asté
- Beaudéan
- Campan
- Gerde

## Supresión del cantón de Campan
En aplicación del Decreto n.º 2014-242 de 25 de febrero de 2014, el cantón de Campan fue suprimido el 22 de marzo de 2015 y sus 4 comunas pasaron a formar parte del nuevo cantón de La Alta Bigorra.